# Владо Камбовски
Владо Камбовски (Битољ, 5. јануар 1948) правник и професор је на Правном факултету у Скопљу Универзитета у Скопљу и предсједник Македонске академије наука и умјетности. Инострани члан Академије наука и умјетности Републике Српске од 2012. године.

## Биографија
Владо Камбовски рођен је у Битољу, у Македонији, и предсједник је Македонске академије наука и умјетности. Дипломирао је на Правном факултету у Скопљу 1970. године као најбољи студент у генерацији, када је и изабран за асистента приправника на Катедри за кривично право. У Загребу је магистрирао 1975. године.
Године 1977. почео је да држи предавања на Правном факултету у Скопљу и Битољу и на Факултету за безбједност у Скопљу.
Године 1980. на Правном факултету у Скопљу одбранио је докторску дисертацију и исте године постаје доцент на предмету Кривично право, а затим и декан Факултета за безбједност до 1984. године. Од 1984. до 1986. године био је директор Института за социолошко и политичко-правна истраживања у Скопљу. За редовног професора на Правном факултету у Скопљу изабран је 1992. године.
Од 1998. до 1999. године био је министар правде у Влади Републике Македоније. У мају 2006. изабран је за редовног члана, а 2012. године за предсједника Македонске академије наука и умјетности. За иностраног члана Академије наука и умјетности Републике Српске изабран је 21. децембра 2012. године.
Учествовао је активно на бројним међународним скуповима и конгресима као нпр. у: Будви, Истанбулу, Хавани, Тел Авиву, Стразбуру, Москви, Пекингу, Копаонику, Златибору. Написао је преко стотину научних и стручних радова, објављених у међународним зборницима и часописима.
Године 2012. изабран је за члана Европске академије наука у Салцбургу и за члана Светске академије наука и уметности у САД, а за страног члана Бугарске академије наука изабран је 2015. године.
Објавио је 31 књигу, као аутор или коаутор. Вршио је функцију подпреседника у периоду од 2008. до 2011. године, потом и предсједника МАНУ-а од 2012. до 2015. године.

## Радови
Неки од значајних радова и уџбеника:
- Меѓународно казнено право, Скопје 1998;
- Средновековното обичајно казнено право, Зборник на МАНУ „Македонското обичајно право”, Скопје 2000;
- Учество на повеќе лица во казненото дело, Скопје 2001;
- Казнено-правната реформа пред предизвиците на XXI век, Скопје 2002;
- Казнено-правната реформа пред предизвиците на XXI век, Скопје 2002;
- Корупцијата -најголемо општествено зло и закана за правната држава (коаутор), Скопје 2002;
- Казнено право- Општ дел, Скопје 2004, 2. издање Скопје 2005; Правда и внатрешни работи на Европската унија, Скопје 2005;
- Организиран криминал, Скопје 2005; Судско право: Штип 2010;
- Филозофија на правото, Скопје 2010;
- Казнено право: општ дел (универзитетски уџбеник), 4. измијењено и допуњено изд., Скопје 2011;
- Казнено право: посебен дел (коаутор), 5. Измијењено и допуњено изд. ‒ Скопје 2011;
- Право на Европска Унија: од Париз до Лисабон(коаутор), Скопје 2012.